# Batalha de Châlons (274)
A Batalha de Châlons, chamada também de Batalha dos Campos Cataláunicos, foi travada em fevereiro ou março de 274 entre o imperador Aureliano (r. 270–275) do Império Romano e seu rival, o imperador Tétrico I (r. 271–274) da Gália na região da atual Châlons-en-Champagne. Esta batalha, uma vitória romana, marcou o fim da independência do Império das Gálias e sua reanexação ao Império Romano depois de 13 anos de secessão.

## Contexto
O Império das Gálias foi fundado na Crise do Terceiro Século (235–284), no qual o Império Romano foi sacudido por golpes de Estado quase constante, com 26 imperadores diferentes reinando num período de 49 anos. Não se sabe seu nome, e Império das Gálias é a forma como convencionalmente é chamado na literatura atual. Compunha as províncias da Britânia, Hispânia e Gália e seccionou no tempo do imperador Galiano (r. 253–268). Galiano ascende após seu pai, Valeriano (r. 253–260), ser pego pelos persas em 260. Ele estava sobrecarregado por vários problemas, sobretudo usurpadores e ataques bárbaros nos Bálcãs e através do Reno — inclusive um ataque dos francos que chegou tão longe quanto Tarraco (atual Tarragona) na Hispânia. Por Galiano ser incapaz de evitá-los, Póstumo, um comandante militar da fronteira do Reno, ergueu-se em revolta e declarou-se imperador (r. 260–269); à época assassinou Salonino (r. 258–260), filho e coimperador de Galiano, em Colônia Agripina (atual Colônia). Ele se focou em defender o Império das Gálias e, nas palavras do historiador romano Eutrópio: "restaurou as quase exaustas províncias através de enorme vigor e moderação".
Galiano tentou invadi-lo duas vezes, mas foi repelido em ambas, forçando-o a aceitar a secessão; embora incapaz de tomá-lo, garantiu que o Império Romano estava defendido e colocou o comandante Auréolo no norte da Itália para evitar que Póstumo cruzasse os Alpes. Póstumo fez nenhuma tentativa de marchar a Roma e destroná-lo, mas ficou na Gália repelindo ataques das tribos germânicas. Póstumo foi morto por seus soldados em 269 em Mogoncíaco (atual Mogúncia) enquanto debelava a revolta do usurpador Leliano (r. 269), pois se recusou a deixá-los saquear a cidade. Após sua morte, elegeram o oficial Marco Aurélio Mário (r. 269). Enquanto algumas fontes mantém que governou por apenas 2 dias antes de ser morto por Vitorino, que serviu como prefeito pretoriano (comandante da guarda pretoriana) sob Póstumo, a quantidade de moedas de Mário indicam que deve ter servido por mais tempo, ao menos 3 meses. Vitorino declarou-se imperador em meados de 269 em Augusta dos Tréveros (atual Tréveris), 2 dias após matar Mário. O reinado de Vitorino foi reconhecido pelas províncias da Britânia e Gália, mas não pelas da Hispânia.
No início de 271, Vitorino foi assassinado na cidade de Colônia por Aticiano, um oficial do exército, alegadamente por seduzir a esposa de Aticiano. Pela motivação passional do assassinato, sua mãe Vitória, pôde reter poder dentro do império e usou-o para nomear Tétrico I (r. 271–274) ao assegurar o apoio do exército por suborno. O exército proclamou-o na primavera daquele ano em Burdígala (atual Bordéus), na Aquitânia, embora não estivesse presente fisicamente. Em sua ascensão, todas as províncias galas — exceto a Narbonense, parcialmente retomada por Júlio Placidiano sob Cláudio II (r. 268–270) — e a Britânia reconhecem-o, mas a Bética, Lusitânia e Tarraconense, na Hispânia, e a cidade de Argentorato (atual Estrasburgo) aceitaram Aureliano (r. 270–275), proclamado imperador em setembro de 270 em Sírmio, na Panônia. Enquanto Aureliano estava focado em suas tentativas de derrotar o Império de Palmira sob Zenóbia, Tétrico conseguiu reganhar controle da Gália Narbonense e as porções sudoeste da Gália Aquitânia.

## Batalha e rescaldo

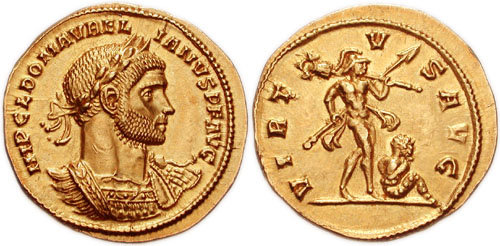
Áureo de Aureliano r.

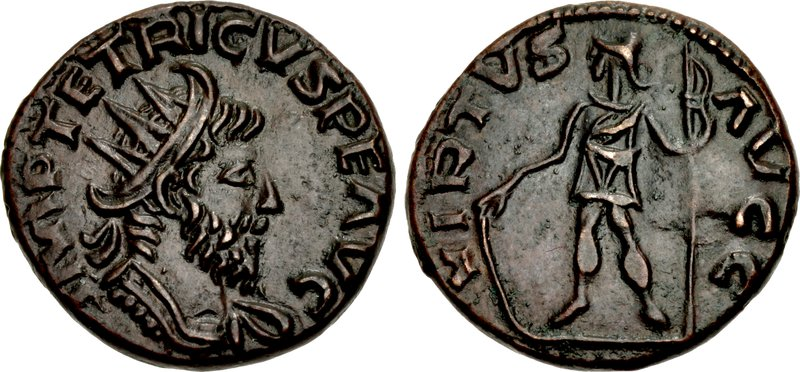
Antoniniano de r.

No início de 274, Aureliano marchou ao norte da Gália, ao mesmo tempo em que Tétrico liderou suas tropas ao sul de Augusta dos Tréveros para confrontá-lo. Os exércitos se encontraram em fevereiro ou março em Châlons. A luta foi tida como imensamente sangrenta, de modo que por gerações foi referida como a "catástrofe cataláunica", chamada assim em honra aos vizinhos Campos Cataláunicos. O exército de Tétrico foi totalmente derrotado e ele rendeu-se logo após sua derrota ou depois, com a data mais tardia possível sendo março, quando as moedas galas mudaram a efígie imperial de Tétrico e seu filho Tétrico II (r. 273–274) pela de Aureliano. Fontes antigas como Aurélio Victor, Eutrópio, a História Augusta e Paulo Orósio relatam que Tétrico havia feito um acordo com Aureliano, oferecendo a rendição em troca de uma derrota honorável e sem punição, citando Virgílio: "me resgate invicto desses problemas" (eripe me his invicte malis). Pensa-se, contudo, que o relato foi produto da propaganda imperial romana; Aureliano, que estava tentando estabilizar um frágil império, beneficiou-o do rumor que ele planejava trair seu exército, pois suas tropas estariam menos propensas a revoltas.
Com sua rendição, o Império das Gálias foi reincorporado no Império Romano e Aureliano fez um triunfo em Roma, envolvendo carroças, 20 elefantes, 200 feras (tigres, girafas, alces, etc.), 800 gladiadores e cativos de várias tribos bárbaras. Os chefes dos dois Estados secessionistas, Tétrico e Zenóbia, foram paradeados nesse triunfo, junto de Tétrico II. Tétrico e seu filho não foram colocados em correntes em sua marcha, mas usaram bragas (calças gaulesas). Aureliano perdoou-os e fez Tétrico um senador e corretor (governador de província menor) da Lucânia e Brúcio, uma província no sul da Itália ou de toda a Itália; a História Augusta afirma que foi feito corretor da Lucânia (corrector Lucaniae) na biografia de Tétrico, mas afirma que foi feito corretor da Itália (corrector totius Italiae) na biografia de Aureliano. Morreu de causas naturais anos depois como cidadão privado.